# Dibden
Dibden är en ort i civil parish Hythe and Dibden, i distriktet New Forest, i grevskapet Hampshire, i England. Byn nämndes i Domedagsboken (Domesday Book) år 1086, och kallades då Depedene.